# Paisy-Cosdon
Paisy-Cosdon è un comune francese di 344 abitanti situato nel dipartimento dell'Aube nella regione del Grand Est.

## Società

### Evoluzione demografica
Abitanti censiti